# Dempeus sobre espatlles de gegants

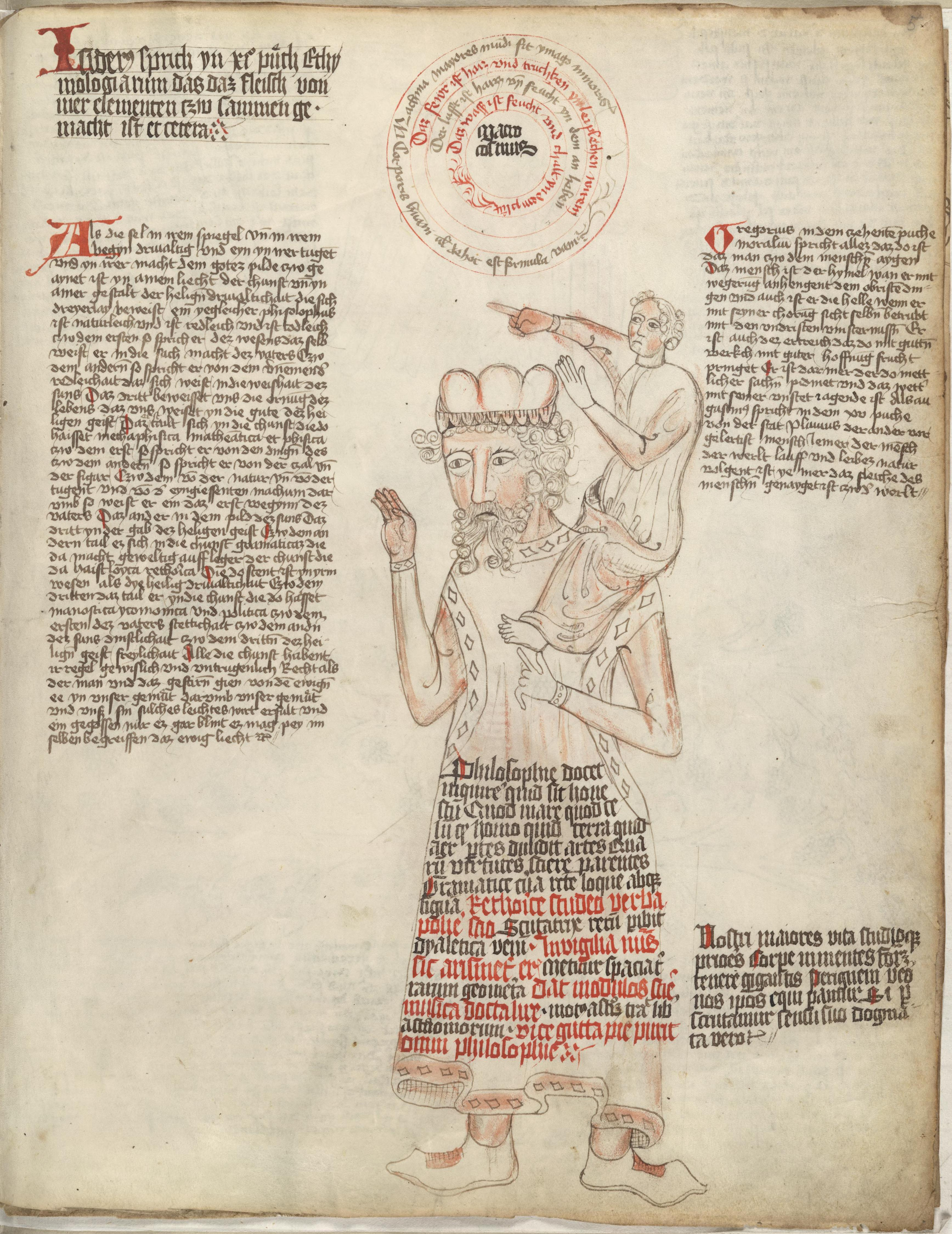
Aquesta imatge es deriva de la mitologia grega : el gegant cec Orió va portar el seu servent Cedalion sobre les seves espatlles per actuar com els ulls del gegant.

La frase "standing on the shoulders of giants" en català: "dempeus sobre les espatlles de gegants" és una metàfora que significa "utilitzar la comprensió adquirida pels grans pensadors que han anat abans creant una base per al progrés intel·lectual".
És una metàfora dels nans dempeus sobre les espatlles dels gegants (llatí: nanos gigantum humeris insidentes) i expressa el significat de "descobrir la veritat a partir de descobriments anteriors". Aquest concepte s'ha datat al segle XII i, segons Joan de Salisbury, s'atribueix a Bernat de Chartres. Però la seva expressió més familiar i popular es troba en una carta de 1675 d'Isaac Newton : "si he vist més lluny [que altres], és posant-me sobre les espatlles de gegants".

## Cites antigues

### Edat mitjana
Una atribució desconeguda a Bernat de Chartres de Joan de Salisbury l'any 1159, Joan va escriure al seu Metalogicon : "Bernard de Chartres solia comparar-nos amb nans posats sobre les espatlles dels gegants. Va assenyalar que veiem més i més lluny que els nostres predecessors, no perquè tinguem una visió més aguda o una alçada més gran, sinó perquè ens aixequem i ens aixequem per la seva alçada gegantina." Tanmateix, segons Umberto Eco, l'atestació més antiga de la frase es remunta a Priscian citat per Guillaume de Conches.
Segons l'historiador medieval Richard William Southern, Bernard estava comparant els erudits contemporanis del segle XII amb els antics estudiosos de Grècia i Roma: Un concepte semblant també apareix en un treball contemporani sobre la història de l'església d'Ordericus Vitalis.
[La frase] resumeix la qualitat de les escoles de la catedral en la història de l'aprenentatge i, de fet, caracteritza l'època que es va obrir amb Gerbert (950–1003) i Fulbert (960–1028) i es va tancar el primer quart del segle XII amb Pere Abelard. [La frase] no és una gran reivindicació; tampoc no és, però, un exemple d'abattiment davant el santuari de l'antiguitat. És una observació molt astuta i justa, i el punt important i original era que el nan podia veure una mica més enllà del gegant. Que això fos possible es degué sobretot a les escoles catedralicies amb la seva manca de tradició ben arrelada i la seva llibertat d'una rutina d'estudi clarament definida.

### Textos religiosos

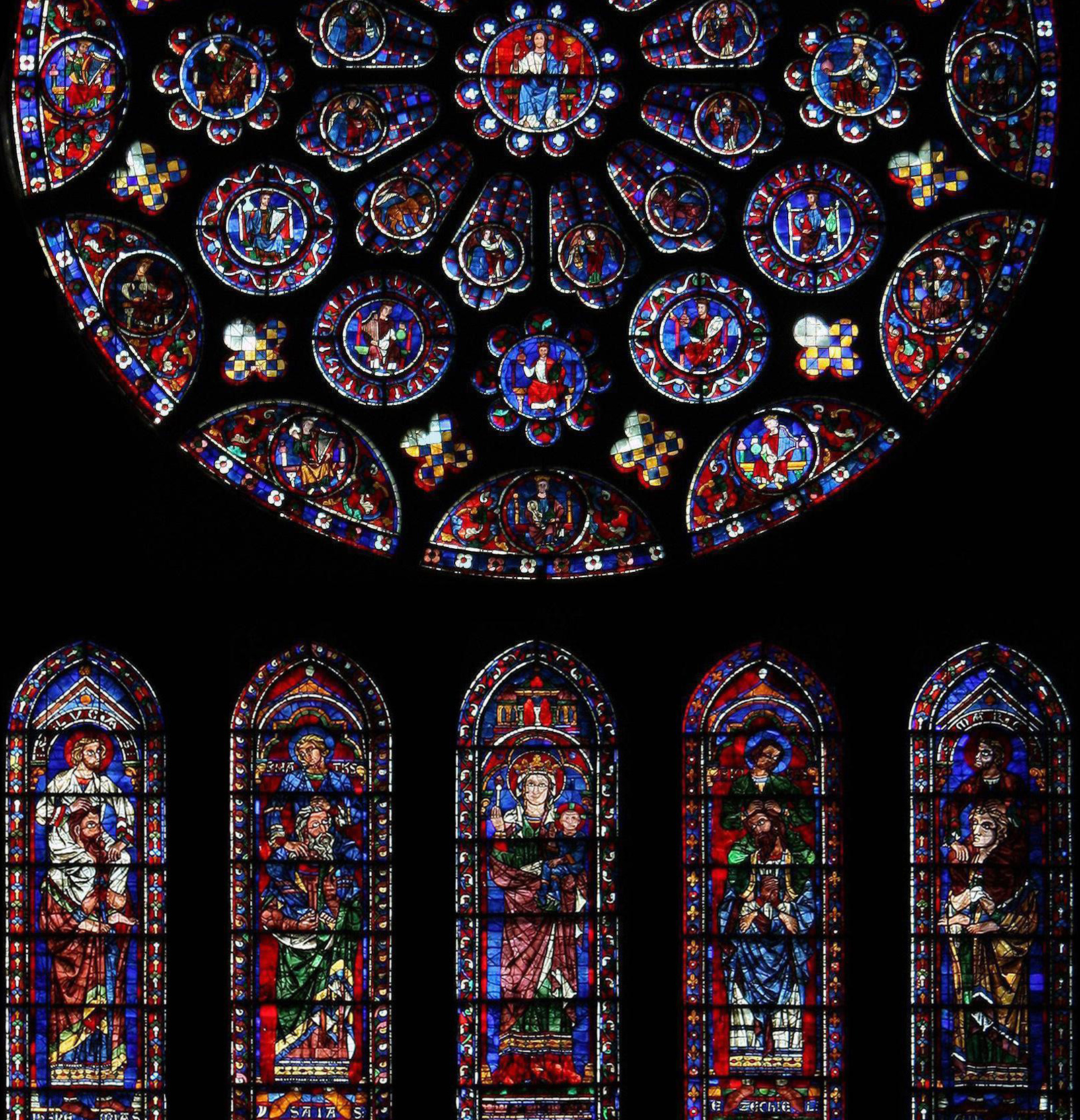
Una il·lustració dels evangelistes del Nou Testament a les espatlles dels profetes de l'Antic Testament, mirant al Messies (des de la rosassa sud de la catedral de Chartres)

La imatge visual (de Bernat de Chartres) apareix al vitrall del transsepte sud de la catedral de Chartres. Les finestres altes sota la rosassa mostren els quatre profetes principals de la Bíblia hebrea (Isaïes, Jeremies, Ezequiel i Daniel) com a figures gegantines, i els quatre evangelistes del Nou Testament (Mateu, Marc, Lluc i Joan) de mida normal. gent asseguda sobre les seves espatlles. Els evangelistes, encara que més petits, "veuen més" que els grans profetes (ja que van veure el Messies de qui parlaven els profetes).
La frase també apareix a les obres del tosafista jueu Isaiah di Trani (c. 1180 – c. 1250):
Si Josuè, fill de Nun, avala una posició equivocada, la rebutjaria sense cap dubte, no dubto a expressar la meva opinió, respecte a aquests assumptes d'acord amb el mínim d'intel·ligència que se m'ha assignat. Mai vaig ser arrogant afirmant que "la meva saviesa em va servir bé". En canvi, em vaig aplicar la paràbola dels filòsofs. Perquè vaig sentir el següent dels filòsofs: Al més savi dels filòsofs se li va preguntar: "Admetem que els nostres predecessors eren més savis que nosaltres. Al mateix temps, critiquem els seus comentaris, sovint rebutjant-los i afirmant que la veritat és de nosaltres. Com és possible?" El savi filòsof va respondre: "Qui veu més enllà un nan o un gegant? Segurament un gegant perquè els seus ulls es situen a un nivell més alt que els del nan. Però si el nan es col·loca sobre les espatlles del gegant, qui veu més enllà? . .. També som nans a cavall de les espatlles dels gegants. Dominem la seva saviesa i anem més enllà. Gràcies a la seva saviesa ens fem savis i som capaços de dir tot el que diem, però no perquè siguem més grans que ells.

## Cites modernes

### Isaac Newton

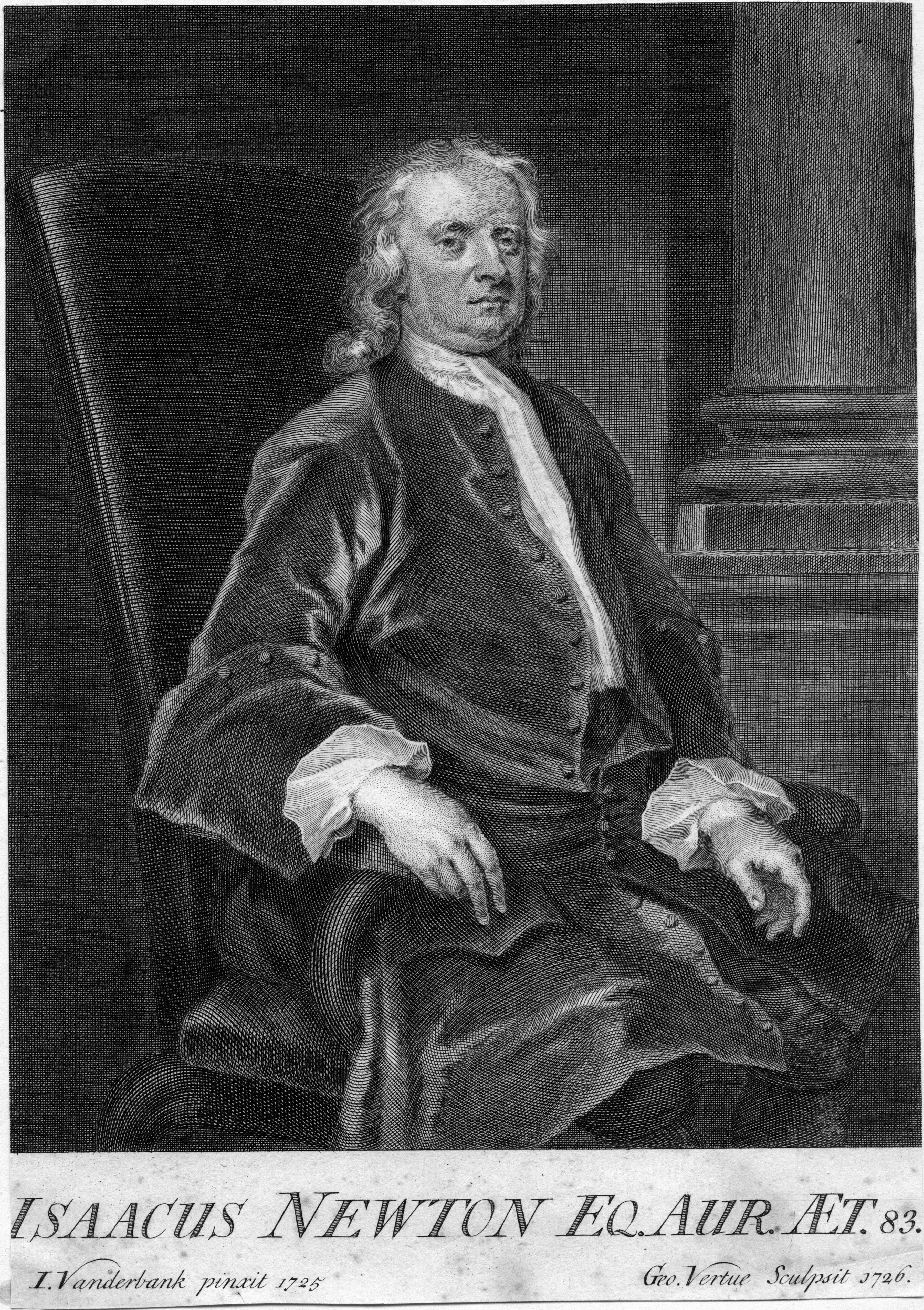
La cita s'atribueix més sovint a Sir Isaac Newton en una carta al seu rival, Robert Hooke, encara que en aquell moment Newton i Hooke estaven en bons termes.

Isaac Newton va comentar en una carta al seu rival Robert Hooke datada el 5 de febrer de 1675:
Què Des-Cartes [ va ser un bon pas. Heu afegit moltes maneres diferents, i sobretot tenint en compte els colors de les plaques primes en consideració filosòfica. Si he vist més lluny és posant-me sobre els sholders [ de Gegants.
Això ha estat interpretat recentment per alguns escriptors com un comentari sarcàstic dirigit a l'aparició de Hooke. Encara que Hooke no era d'una estatura particularment baixa, era de complexió lleugera i havia patit una cifosi severa des de la seva joventut. No obstant això, en aquest moment Hooke i Newton estaven en bons termes i havien intercanviat moltes cartes en tons de respecte mutu. Només més tard, quan Robert Hooke va criticar algunes de les idees de Newton sobre l'òptica, Newton es va sentir tan ofès que es va retirar del debat públic. Els dos homes van romandre enemics fins a la mort d'en Hooke.

### Altres

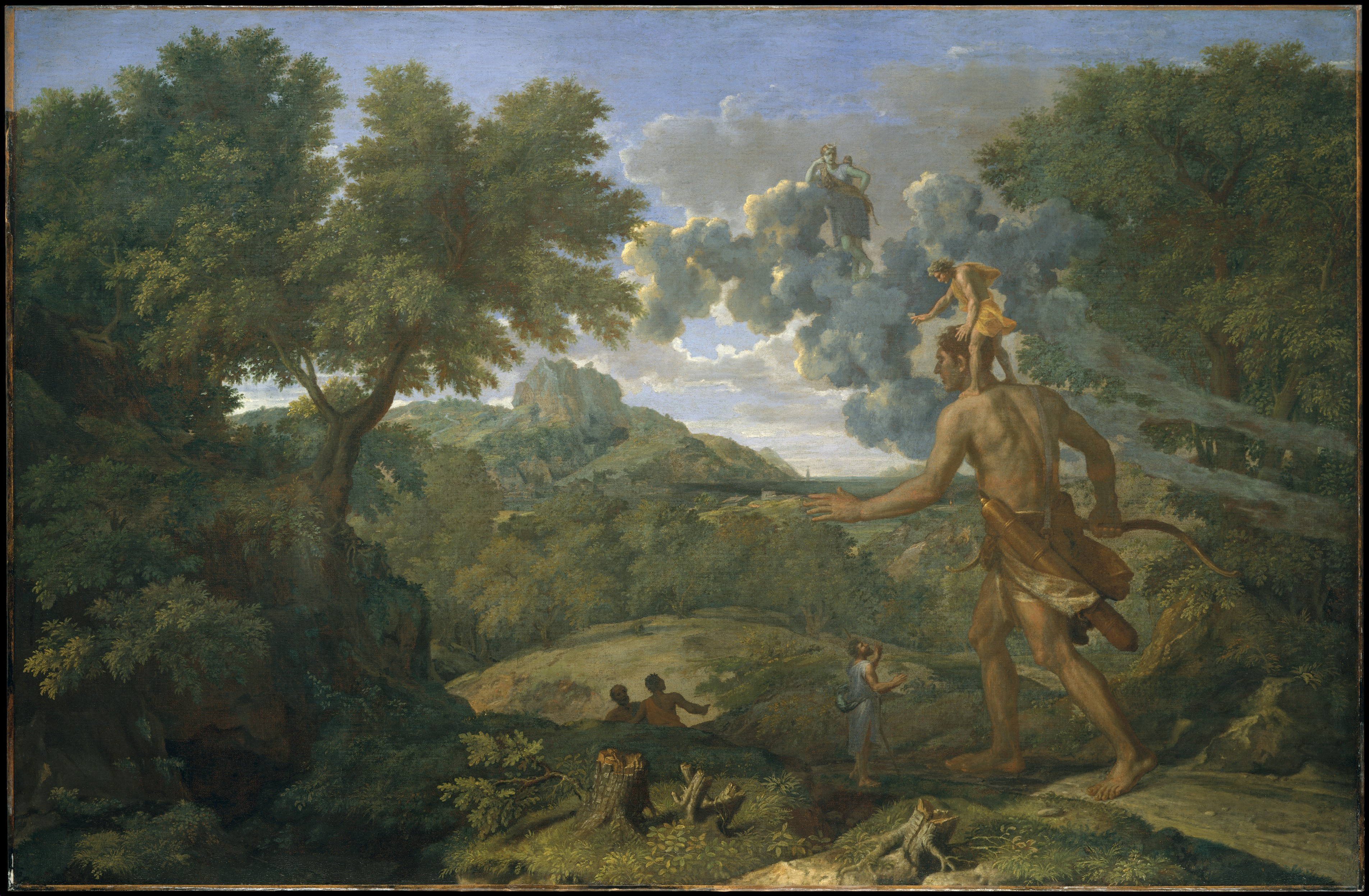
Cedalion dempeus sobre les espatlles d'Orion de Blind Orion Searching for the Rising Sun de Nicolas Poussin, 1658, Oli sobre tela; 46 7/8 × 72 polzades (119,1 × 182,9 cm), Museu Metropolitan d'Art

Diego de Estella va agafar la cita al segle XVI; al segle XVII s'havia convertit en un lloc habitual. Robert Burton, a la segona edició de The Anatomy of Melancholy (1624), cita Stella així:
Ho dic amb Didacus Stella, un nan dret sobre les espatlles d'un gegant pot veure més lluny que el mateix gegant.
Els editors posteriors de Burton van atribuir erròniament la cita a Lucan ; a les seves mans l'atribució de Burton Didacus Stella, in luc 10, tom. ii "Dídac sobre l'evangeli de Lluc, capítol 10; volum 2" es va convertir en una referència a la Farsàlia de Lucà 2.10. No hi ha cap referència ni al·lusió a la citació.

El 1634, Marin Mersenne va citar l'expressió a les seves Questions harmoniques :
... comme l'on dit, il est bien facile, & mesme necessaire de voir plus loin que nos devanciers, lors que nous sommes montez sur leur espaules . . .
Blaise Pascal, al "Pròleg al Tractat del buit" expressa la mateixa idea, sense parlar d'espatlles, sinó més aviat dels coneixements que ens van transmetre els antics com a graons que ens permeten pujar més amunt i veure més lluny del que podien. :
És així que avui podem assumir altres sentiments i noves opinions sense menyspreu i sense ingratitud, ja que els primers coneixements que ens van donar van servir de graus per als nostres, i que en aquests avantatges els estem en deute per l'ascendent que tenim. sobre ells; perquè havent pujat fins a cert punt on ens portaven, el més mínim esforç ens fa pujar més amunt, i amb menys dolor i menys glòria ens trobem per sobre d'ells. És a partir d'aquí on podem descobrir les coses que els serà impossible veure. La nostra visió té més abast; i encara que ells sabien tan bé com tots nosaltres que podien notar de la natura, tanmateix no sabien tant, i veiem més que ells.
C'est de cette façon que l'on peut aujourd'hui prendre d'autres sentiments et de nouvelles opinions sans mépris et sans ingratitude, puisque les premières connaissances qu'ils nous ont données on servi de degrés aux nôtres, et que dans ces avantages nous leur som redevables de l'ascendant que nous hem sur eux; parce que s'étant élevés jusqu'à un certain degré où ils nous ont portés, le moindre effort nous fait monter plus haut, et avec moins de peine et moins de gloire nous nous trouvons au-dessus d'eux. C'est de là que nous podem descobrir les coses qu'il leur era impossible d'apercevoir. Notre vue a plus d'étendue; et, quoiqu'ils connussent aussi bien que nous tout ce qu'ils pouvaient remarquer de la nature, ils n'en connaissaient pas tant néanmoins, et nous voyons plus qu'eux.
Traducció: És així que avui podem assumir altres sentiments i noves opinions sense menyspreu i sense ingratitud, ja que els primers coneixements que ens van donar van servir de graus per als nostres, i que en aquests avantatges els estem en deute per l'ascendent que tenim. sobre ells; perquè havent pujat fins a cert punt on ens portaven, el més mínim esforç ens fa pujar més amunt, i amb menys dolor i menys glòria ens trobem per sobre d'ells. És a partir d'aquí on podem descobrir les coses que els serà impossible veure. La nostra visió té més abast; i encara que ells sabien tan bé com tots nosaltres que podien notar de la natura, tanmateix no sabien tant, i veiem més que ells.

Més tard, al segle XVII, George Herbert, al seu Jacula Prudentum (1651), va escriure "Un nan sobre les espatlles d'un gegant veu més lluny dels dos".
Samuel Taylor Coleridge, a The Friend (1828), va escriure:
El nan veu més lluny que el gegant, quan té l'espatlla del gegant per muntar-hi.
En contra d'aquesta noció, Friedrich Nietzsche argumenta que un nan (l'estudiós acadèmic) redueix fins i tot les altures més sublims al seu nivell de comprensió. A la secció d' Així parlava Zaratustra (1882) titulada "Sobre la visió i l'enigma", Zaratustra puja a grans altures amb un nan a les espatlles per mostrar-li el seu pensament més gran. Un cop allà, però, el nan no aconsegueix entendre la profunditat de la visió i Zaratustra li retreu que "s'hagi posat les coses massa fàcils". Si hi ha d'haver alguna cosa semblant al "progrés" en la història de la filosofia, escriu Nietzsche a "La filosofia en l'època tràgica dels grecs" (1873), només pot provenir d'aquells rars gegants entre els homes, "cada gegant cridant al seu germà a través dels intervals desolats del temps", una idea que va obtenir de l'obra de Schopenhauer a Der handschriftliche Nachlass.

## Cites contemporànies
- La pel·lícula oficial de la NASA de la missió d'aterratge lunar de l'Apol·lo 17 es titulava On the Shoulders of Giants
- La moneda britànica de dues lliures porta la inscripció STANDING ON THE SHULDERS OF GIANTS al seu cantell; amb el benentès de ser una cita de Newton.[15]
- Stephen Hawking va afirmar:"Each generation stands on the shoulders of those who have gone before them, just as I did as a young PhD student in Cambridge, inspired by the work of Isaac Newton, James Clerk Maxwell and Albert Einstein.. ("Cada generació està sobre les espatlles dels que han anat abans que ells, tal com vaig fer jo quan era un jove estudiant de doctorat a Cambridge, inspirat en el treball d'Isaac Newton, James Clerk Maxwell i Albert Einstein ").[16]
- El Rebe de Lubavitcher va dir que la nostra generació es compara amb "els nans dempeus sobre les espatlles dels gegants". Tot i que podem semblar que estem a un nivell espiritual inferior (nans) que les generacions anteriors (que eren com gegants a nivell espiritual), quan els nostres èxits (molt més petits) s'afegeixen als seus èxits (molt més grans), els èxits combinats en última instància aporten ens a l'era del Mashiaj ![17]
- Google Scholar, un motor de cerca de literatura acadèmica, mostra la frase "Stand on the shoulders of giants" a sota del camp de cerca.[18][19]